# Laurence Olivier Awards 1993
Die 17. Laurence Olivier Awards 1993 wurden von der Society of London Theatre vergeben, um herausragende Theater- und Musicalproduktionen zu würdigen. Ausgezeichnet wurden Produktionen der Theatersaison 1992/93.

## Hintergrund
Der Laurence Olivier Award (auch Olivier Award) ist ein seit 1976 jährlich vergebener britischer Theater- und Musicalpreis. Er gilt als höchste Auszeichnung im britischen Theater und ist vergleichbar mit dem Tony Award am amerikanischen Broadway. Verliehen wird die Auszeichnung von der Society of London Theatre. Ausgezeichnet werden herausragende Darsteller und Produktionen einer Theatersaison, die im Londoner West End zu sehen waren. Die Auszeichnungen hießen zunächst Society of West End Theatre Awards und wurden 1985 zu Ehren des renommierten britischen Schauspielers Laurence Olivier in Laurence Olivier Awards umbenannt. Die Nominierten und Gewinner der Laurence Olivier Awards „werden jedes Jahr von einer Gruppe angesehener Theaterfachleute, Theaterkoryphäen und Mitgliedern des Publikums ausgewählt, die wegen ihrer Leidenschaft für das Londoner Theater“ bekannt sind.

## Gewinner und Nominierte
| Bestes neues Theaterstück | Bestes neues Musical |
| --- | --- |
| - Six Degrees of Separation von John Guare – Royal Court Theatre / Comedy Theatre - Someone Who’ll Watch Over Me von Frank McGuinness – Vaudeville Theatre - The Gift of the Gorgon von Peter Shaffer – Royal Shakespeare Company im Barbican Centre / The Pit und Wyndham’s Theatre - The Street of Crocodiles von Bruno Schulz, adaptiert von Simon McBurney und Mark Wheathy – National Theatre Cottesloe | - Crazy for You – Prince Edward Theatre - Assassins – Donmar Warehouse - Grand Hotel – Dominion Theatre - Kiss of the Spider Woman – Shaftesbury Theatre |
| Beste Wiederaufnahme Theaterstück oder Comedy | Beste Wiederaufnahme Musical |
| - An Inspector Calls – National Theatre Lyttelton - Heartbreak House – Theatre Royal Haymarket - Henry IV – Royal Shakespeare Company im Barbican Centre - No Man’s Land – Comedy Theatre | - Carousel – National Theatre Lyttelton - Annie Get Your Gun – Prince of Wales Theatre - Lady, Be Good – Regent’s Park Open Air Theatre |
| Beste neue Comedy | Beste Familienshow |
| - The Rise and Fall of Little Voice von Jim Cartwright – National Theatre Cottesloe / Aldwych Theatre - Lost in Yonkers von Neil Simon – Strand Theatre - On the Piste von John Godber – Garrick Theatre | - Travels with My Aunt – Wyndham’s Theatre / Whitehall Theatre - Ennio Marchetto – Whitehall Theatre - The Blue Angel – Globe Theatre - The Invisible Man – Vaudeville Theatre |
| Bester Darsteller Theaterstück | Beste Darstellerin Theaterstück |
| - Robert Stephens als Sir John Falstaff in Henry IV – Royal Shakespeare Company im Barbican Centre - Kenneth Cranham als Inspector Goole in An Inspector Calls – National Theatre Lyttelton - Paul Eddington als Spooner in No Man’s Land – Comedy Theatre - Paul Scofield als Captain Shotover in Heartbreak House – Theatre Royal Haymarket | - Alison Steadman als Mari in The Rise and Fall of Little Voice – National Theatre Cottesloe / Aldwych Theatre - Stockard Channing als Ouisa Kittredge in Six Degrees of Separation – Royal Court Theatre / Comedy Theatre - Judi Dench als Helen Damson in The Gift of the Gorgon – Royal Shakespeare Company im Barbican Centre / The Pit und Wyndham’s Theatre - Jane Horrocks als Little Voice in The Rise and Fall of Little Voice – National Theatre Cottesloe / Aldwych Theatre |
| Bester Darsteller Musical | Beste Darstellerin Musical |
| - Henry Goodman als Charles J. Guiteau in Assassins – Donmar Warehouse - Brent Carver als Luis Alberto Molina in Kiss of the Spider Woman – Shaftesbury Theatre - Michael Hayden als Billy Bigelow in Carousel – National Theatre Lyttelton - Kirby Ward als Bobby Child in Crazy for You – Prince Edward Theatre | - Joanna Riding als Julie Jordan in Carousel – National Theatre Lyttelton - Kim Criswell als Annie Oakley in Annie Get Your Gun – Prince of Wales Theatre - Ruthie Henshall als Polly Baker in Crazy for You – Prince Edward Theatre - Kelly Hunter als Lola Lola in The Blue Angel – Globe Theatre |
| Beste Comedy-Darbietung | |
| - Simon Cadell als Henry Pulling in Travels with My Aunt – Wyndham’s Theatre / Whitehall Theatre - Sara Crowe als Sorel Bliss in Hay Fever – Albery Theatre - Guy Henry als Ananias in The Alchemist – Royal Shakespeare Company im Barbican Centre - Robert Lindsay als Cyrano de Bergerac in Cyrano de Bergerac – Theatre Royal Haymarket | |
| Bester Nebendarsteller | Beste Nebendarstellerin |
| - Julian Glover als Heinrich IV. in Henry IV – Royal Shakespeare Company im Barbican Centre - Robin Bailey als Sir William Gower in Trelawny of the Wells – National Theatre Olivier - David Bradley als Justice Robert Shallow in Henry IV: Part 2 – Royal Shakespeare Company im Barbican Centre - Martin Shaw als Lord Arthur Goring in An Ideal Husband – Globe Theatre | - Barbara Leigh-Hunt als Sybil Birling in An Inspector Calls – National Theatre Lyttelton - Annette Badland als Sadie in The Rise and Fall of Little Voice – National Theatre Cottesloe / Aldwych Theatre - Elizabeth Bradley als Florence Boothroyd in Billy Liar – National Theatre Cottesloe - Rosemary Harris als Grandma Kurnitz in Lost in Yonkers – Strand Theatre |
| Bester Nebendarsteller / Beste Nebendarstellerin Musical | |
| - Janie Dee als Carrie Pipperidge in Carousel – National Theatre Lyttelton - Ian Bartholomew als Wilf in Radio Times – Queen’s Theatre - Chris Langham als Bella Zangler in Crazy for You – Prince Edward Theatre - Clive Rowe als Enoch Snow in Carousel – National Theatre Lyttelton | |
| Bester Regisseur Theaterstück | Bester Regisseur Musical |
| - Stephen Daldry für An Inspector Calls – National Theatre Lyttelton - Simon McBurney für The Street of Crocodiles – National Theatre Cottesloe - Sam Mendes für The Rise and Fall of Little Voice – National Theatre Cottesloe / Aldwych Theatre - Adrian Noble für Henry IV – Royal Shakespeare Company im Barbican Centre | - Nicholas Hytner für Carousel – National Theatre Lyttelton - Sam Mendes für Assassins – Donmar Warehouse - Mike Ockrent für Crazy for You – Prince Edward Theatre - Harold Prince für Kiss of the Spider Woman – Shaftesbury Theatre |
| Bester Choreograph | |
| - Susan Stroman für Crazy for You – Prince Edward Theatre - Kenneth MacMillan für Carousel – National Theatre Lyttelton - Marcello Magni für The Street of Crocodiles – National Theatre Cottesloe - Tommy Tune für Grand Hotel – Dominion Theatre | |
| Bestes Bühnenbild | Bestes Kostümdesign |
| - Ian MacNeil für An Inspector Calls – National Theatre Lyttelton - Bob Crowley für Carousel – National Theatre Lyttelton, Henry IV – Royal Shakespeare Company im Barbican Centre und No Man’s Land – Comedy Theatre - Jerome Sirlin für Kiss of the Spider Woman – Shaftesbury Theatre - Robin Wagner für Crazy for You – Prince Edward Theatre | - William Dudley für Heartbreak House – Theatre Royal Haymarket, Pygmalion – National Theatre Olivier und The Rise and Fall of Little Voice – National Theatre Cottesloe / Aldwych Theatre - Bob Crowley für Carousel – National Theatre Lyttelton und Hamlet – Royal Shakespeare Company im Barbican Centre - Anthony Powell für Hay Fever – Albery Theatre und Trelawny of the Wells – National Theatre Olivier - Carl Toms für An Ideal Husband – Globe Theatre                     |
| Bestes Lichtdesign | |
| - Howell Binkley für Kiss of the Spider Woman – Shaftesbury Theatre - Paule Constable für The Street of Crocodiles – National Theatre Cottesloe - Rick Fisher für An Inspector Calls – National Theatre Lyttelton - Jean Kalman für A Midsummer Night’s Dream – National Theatre Olivier | |
| Herausragende Leistungen Ballett | Beste neue Ballettproduktion |
| - Siobhan Davies für die Choreographie von Winnsboro Cotton Mill Blues, The Royal Ballet – Royal Opera House - David Bintley für die Choreographie von Tombeaux, Rambert Dance Company – Royalty Theatre - Lez Brotherston für Bühnenbild und Kostümdesign der Ballettsaison, Northern Ballet Theatre – Royalty Theatre - Joseph Cipolla in The Green Table, Birmingham Royal Ballet – Sadler’s Wells Theatre | - The Judas Tree, The Royal Ballet – Royal Opera House - Catalyst, The Australian Ballet – London Coliseum - Donizetti Variations, Les Patineurs and Witchboy, London City Ballet – Sadler’s Wells Theatre - Winnsboro Cotton Mill Blues, Rambert Dance Company – Royalty Theatre |
| Herausragende Leistungen Oper | Beste neue Opernproduktion |
| - Edward Downes als Dirigent von Stiffelio und Der feurige Engel, The Royal Opera – Royal Opera House - Bernard Haitink als Dirigent von Die Frau ohne Schatten, The Royal Opera – Royal Opera House - Philip Langridge in Death in Venice, The Royal Opera – Royal Opera House - Júlia Várady in Der fliegende Holländer, The Royal Opera – Royal Opera House | - Stiffelio, The Royal Opera – Royal Opera House - Death in Venice, The Royal Opera – Royal Opera House - Der fliegende Holländer, The Royal Opera – Royal Opera House - Der feurige Engel, The Royal Opera – Royal Opera House |
| Herausragende Leistungen | |
| - Medea, No Man’s Land, The Deep Blue Sea und The Rules of the Game – Almeida Theatre - Kenneth Branagh für einen überschwänglichen Auftritt (seinen besten auf der Bühne seit Jahren) in Hamlet – Royal Shakespeare Company im Barbican Centre - Eddie Izzard ein versierter und origineller Komiker, der bei seinem Debüt im West End das Publikum zweieinhalb Stunden lang in seinen Bann zog – Ambassadors Theatre - Robert Lepage für eine erstaunliche Soloreise zu Drogen, Jazz und Jean Cocteau mit einem technisch raffinierten Einsatz von Film und Akrobatik in Needles and Opium – National Theatre Cottesloe - John Osborne für die Fortsetzung seines Theaterstücks Look Back in Anger mit dem energiegeladenen Update über Jimmy Porter in Déjà Vu – Comedy Theatre - Billy Roche für seine Darstellung des sich langsam verändernden irischen Lebens in The Wexford Trilogy – Bush Theatre | |

## Sonderpreise
| Kategorie                         | Preisträger       |
| --------------------------------- | ----------------- |
| Sonderpreis der Society of London | Kenneth MacMillan |

## Statistik

### Mehrfache Nominierungen
- 9 Nominierungen: Carousel
- 7 Nominierungen: Crazy for You
- 6 Nominierungen: An Inspector Calls, Henry IV und The Rise and Fall of Little Voice
- 5 Nominierungen: Kiss of the Spider Woman
- 4 Nominierungen: The Street of Crocodiles
- 3 Nominierungen: Assassins, Heartbreak House und No Man’s Land
- 2 Nominierungen: An Ideal Husband, Annie Get Your Gun, Death in Venice, Der fliegende Holländer, Grand Hotel, Hay Fever, Lost in Yonkers, Six Degrees of Separation, Stiffelio, The Blue Angel, The Fiery Angel, The Gift of the Gorgon, Travels with My Aunt, Trelawny of the Wells und Winnsboro Cotton Mill Blues

### Mehrfache Gewinne
- 4 Gewinne: An Inspector Calls und Carousel
- 3 Gewinne: The Rise and Fall of Little Voice
- 2 Gewinne: Crazy for You, Henry IV and Travels with My Aunt